# Hogna carolinensis
Hogna carolinensis là một loài nhện trong họ Lycosidae.
Loài này thuộc chi Hogna. Hogna carolinensis được Charles Athanase Walckenaer miêu tả năm 1805.

## Hình ảnh

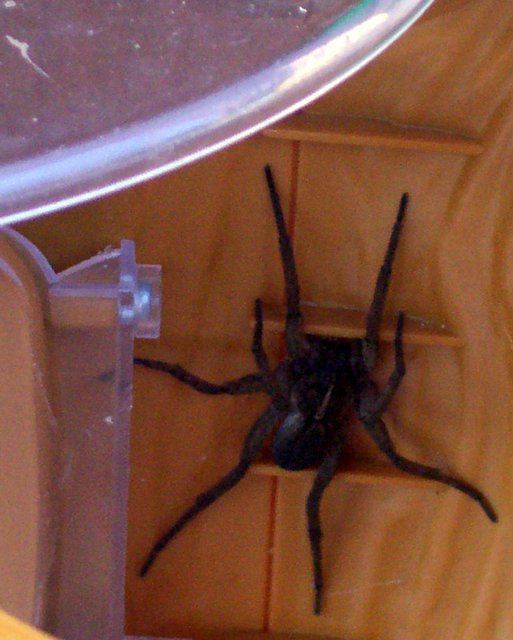
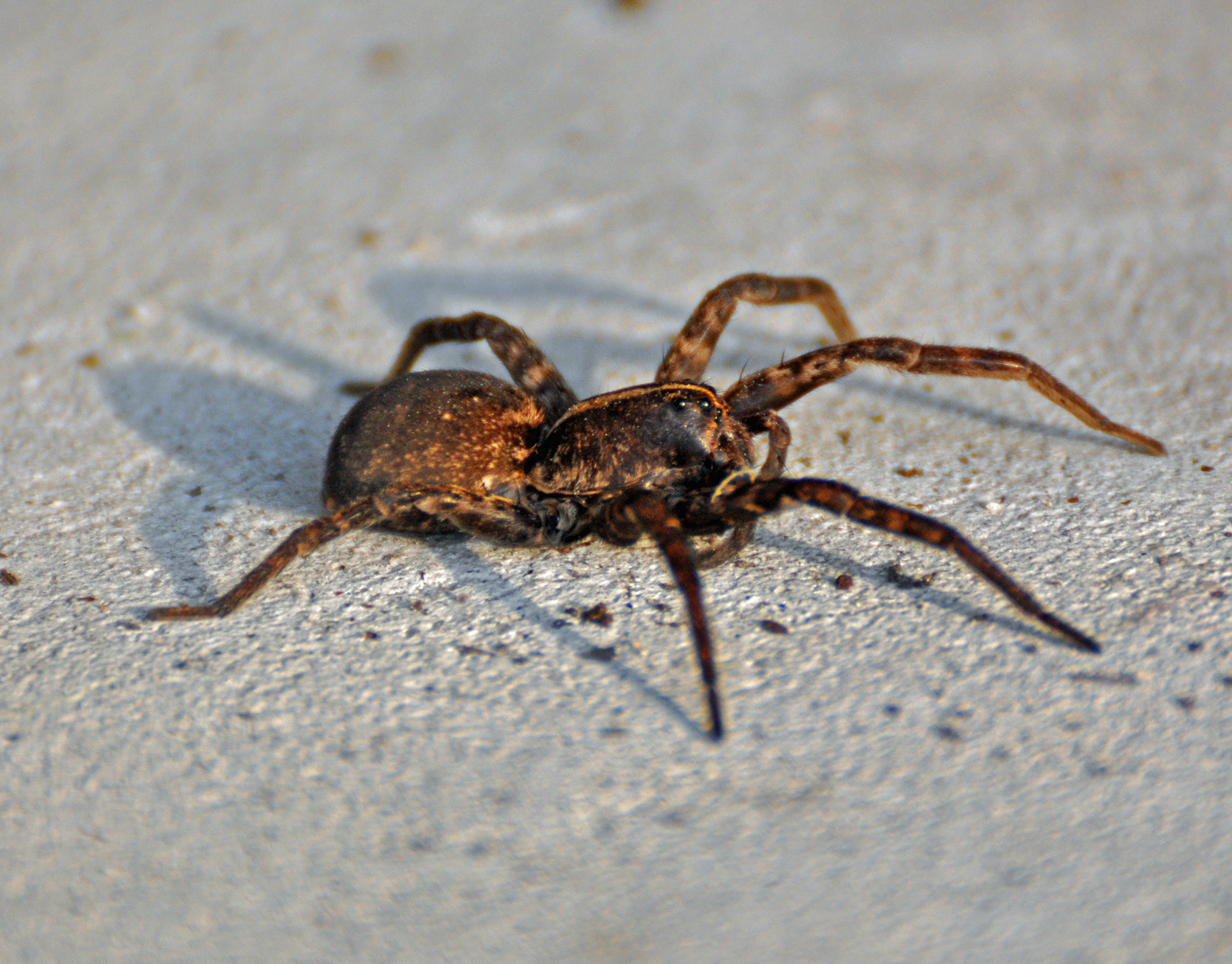
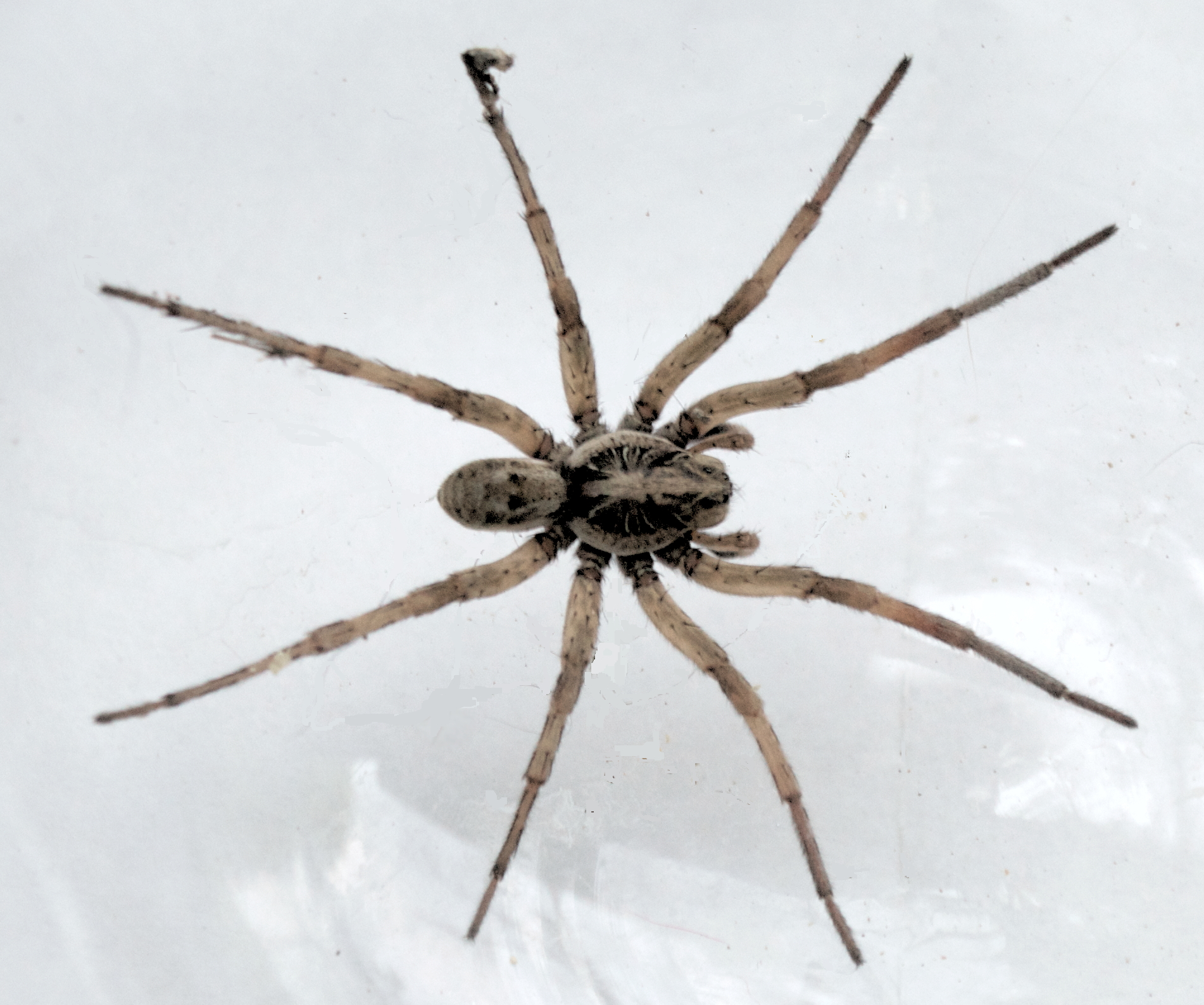
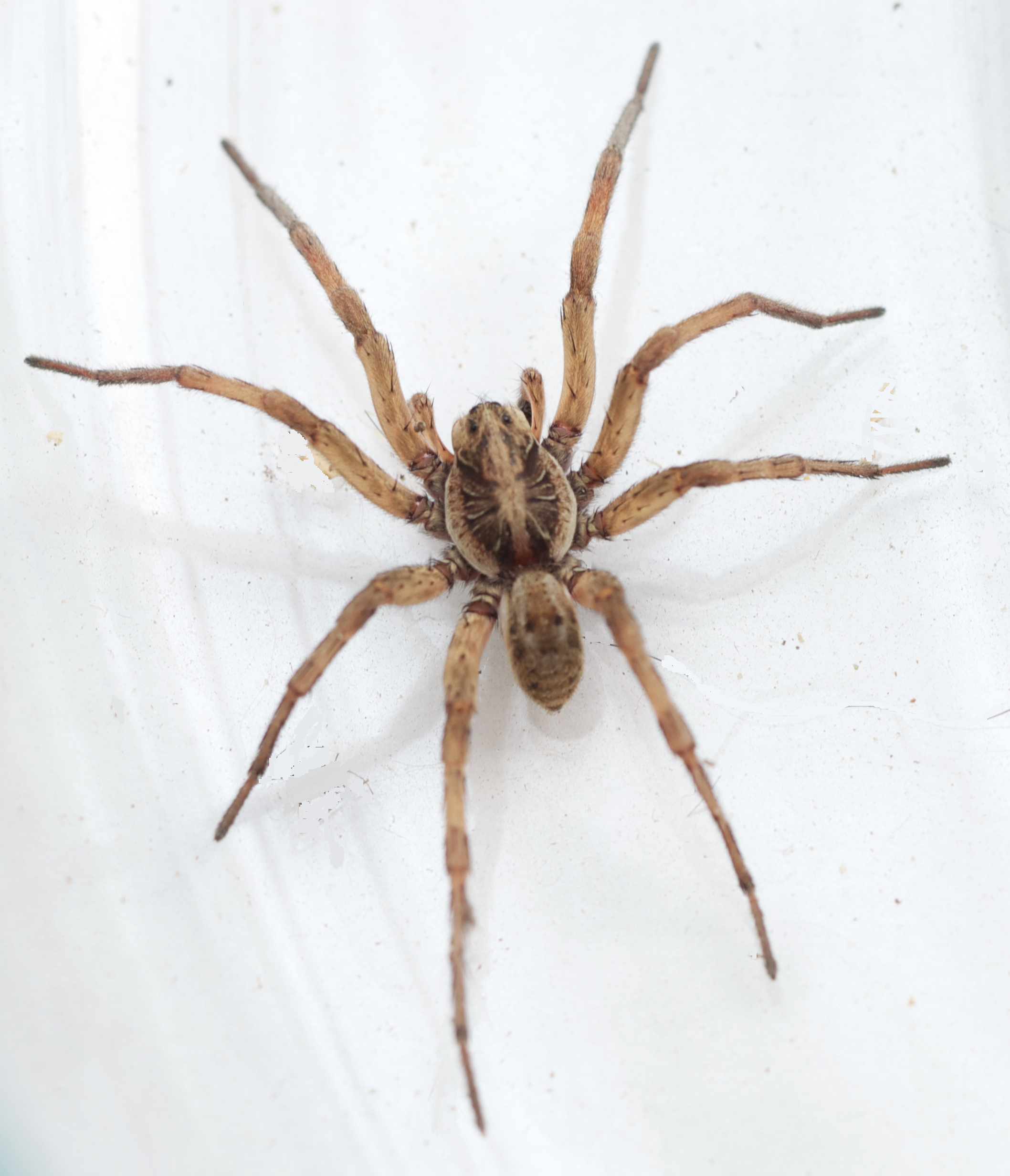